# Infias (Fornos de Algodres)
Infias é uma povoação portuguesa  sede da Freguesia de Infias do Município de Fornos de Algodres, freguesia com 2,78 km² de área e 262 habitantes (censo de 2021), tendo, por isso, uma densidade populacional de 94,2 hab./km².
Foi vila e sede de concelho, constituído por uma freguesia, até ao início do século XIX. Tinha, em 1801, 142 habitantes.

## Património
- Pelourinho de Infias

## Demografia
A população registada nos censos foi:
| Distribuição da População por Grupos Etários | Distribuição da População por Grupos Etários | Distribuição da População por Grupos Etários | Distribuição da População por Grupos Etários | Distribuição da População por Grupos Etários |
| -------------------------------------------- | -------------------------------------------- | -------------------------------------------- | -------------------------------------------- | -------------------------------------------- |
| Ano                                          | 0-14 Anos                                    | 15-24 Anos                                   | 25-64 Anos                                   | > 65 Anos                                    |
| 2001                                         | 64                                           | 44                                           | 128                                          | 44                                           |
| 2011                                         | 42                                           | 36                                           | 128                                          | 36                                           |
| 2021                                         | 27                                           | 38                                           | 141                                          | 56                                           |